# Milutin Bašović
Milutin Bašović (Pošćenje, Šavnik, 1893. – Rubež, Šćepan Do, Nikšić, 28. prosinca 1923.), s nadimkom Mujo, jedan od najpoznatijih crnogorskih komitskih vođa, major (hrvatski bojnik), vojvoda.
Crnogorski komita još iz doba austro-ugarske okupacije Kraljevine Crne Gore, nakon srpskog anaktiranja crnogorske države 1918. borac Za Pravo, Čast i Slobodu.
Srpske vlasti su novčano ucijenile glavu vojvode Bašovića. 
Ubijen koncem 1923. u postrojbi vojvode Sava Raspopovića. 
Njihova su izmasakrirana tijela srpske vojne vlasti izložile na snijegu, pred crkvu Sv. Vasilija Ostroškoga u Nikšiću a okolo njih postrojili postrojbe, te se tako slikali; slika je objavljena u cijelom tisku tadašnje Kraljevine SHS.

## Vanjske poveznuice
- O pogibiji crnogorskih komita 28.prosinca 1923. kod Nikšića